# Максимов, Василий Юрьевич
Василий Юрьевич Макси́мов (р. 1954) — российский государственный и политический деятель, депутат Государственной думы VI и VII созыва, член фракции «Единая Россия», член комитета Госдумы по культуре.

## Биография
Родился в семье врачей 28 января 1954 года в Саратове. В 1977 году получил высшее медицинское образование по специальности «Лечебное дело», окончив Саратовский государственный медицинский институт. В 1980 году окончил ординатуру Саратовского медицинского института. С 1984 года — кандидат медицинских наук по специальности «хирургия». 
В 1977—1984 году работал в Клиническом городке Саратовского медицинского института врачом-хирургом. В 1984 году был назначен главным врачом центральной районной больницы Петровского района Саратовской области, работал в этой должности до 1995 года. С 1995 по 2008 год работал в областной клинической больнице Саратовской области в должности главного врача. С 2009 по 2012 год работал в Саратовской городской клинической больнице № 8 в должности главного врача.
В 2000 году был избран депутатом Саратовской городской Думы 2-го созыва по одномандатному избирательному округу № 21. В 2006 году был повторно избран депутатом Саратовской городской Думы 3-го созыва по одномандатному избирательному округу № 18. В 2011 году выдвигался в депутаты от партии «Единая Россия», вновь был избран депутатом Саратовской городской Думы IV созыва по одномандатному избирательному округу № 14.
В 2011 году выдвигался в Госдуму по спискам «Единой России», но в итоге в депутаты не прошёл. 20 февраля 2012 года стал депутатом Государственной Думы VI созыва получив вакантный мандат Тимура Прокопенко. В 2016 году выдвигался в Госдуму VII созыва от «Единой России», избран депутатом Государственной Думы по одномандатному избирательному округу № 166.
13 апреля 2018 года стал одним из инициаторов законопроекта № 441399-7 «О мерах воздействия (противодействия) на недружественные действия Соединенных Штатов Америки и (или) иных иностранных государств», в пункте 15 второй статьи которого предлагается ввести запрет или ограничение ввоза на территорию РФ лекарств, произведённых в США или других иностранных государствах. Законопроект подвергся критике со стороны ряда общественных организаций, комитета Совета Федерации по социальной политике и комитета Госдумы по международным делам.

## Награды и звания
- Заслуженный врач Российской Федерации[12].
- Капитан медицинской службы[2].